# 大地春雷 (电影)
《大地春雷》（英語：The Widow Takes Revenge）是1971年上映的一部电影，由金聖恩执导并参演。该电影主要讲述民国的时候，马家寨所发生的故事。

## 劇情簡介
民国时期，马家寨有一个女盗贼首领，这个人非常的豪爽并且重义气，可最后就是因为她过于重义气，导致马家寨遭遇了很多不幸的事情……

## 演员
- 李丽华
- 严俊
- 魏苏
- 陈莉莎
- 邵晓玲
- 崔福生
- 梁枫
- 山茅

## 其他
- 魏苏凭借该作在第10届金马奖中获得最佳男配角。[7][8][9]

## 備註
1. ↑  李康年. . 2004年.
2. ↑  蔡國榮. . 1984年.
3. ↑  黃仁. . 2010年.
4. ↑  WOW!SCREEN. . 1994年.
5. ↑  胡平生. . 2020年.
6. ↑  . 1972年.
7. ↑  刘诗兵. . 2005年.
8. ↑  . 1994年.
9. ↑  陈飞宝. . 1988年.

## 相關連結
- 互联网电影数据库（IMDb）上《大地春雷》的资料（英文）
- 豆瓣电影上《大地春雷》的資料 （简体中文）
- 香港影庫上《大地春雷》的資料（繁體中文）